# Rubicundus lakeside
Rubicundus lakeside is een soort uit de familie der slijmprikken (Myxinidae). Het is een oranje-roze soort. De totale lengte is 275 mm.
De soort werd ontdekt in diep water (760 meter diepte) nabij Fernandina, een van de Galapagoseilanden, tijdens een expeditie in 1999 met de Amerikaanse duikboot Johnson Sea-Link.  De soortnaam is een eerbetoon aan de Lakeside Foundation of California, een nonprofit-organisatie die wetenschappelijk werk ondersteunt.
Rond de Galapagoseilanden zijn diverse nieuwe Eptatretus soorten ontdekt; naast E. lakeside ook E. mccoskeri, E. wisneri en E. grouseri. Iedere soort blijkt op een bepaalde diepte te vertoeven; E. grouseri bijvoorbeeld tussen 648 en 722 m en E. wisneri tussen 512 en 563 m diepte.